# Elvis: Viva Las Vegas
Viva Las Vegas è un doppio album compilation di Elvis Presley pubblicato nel 2007 dalla RCA Records/Legacy.

## Descrizione
L'album, pubblicato sia in versione singolo disco sia doppio, presenta una serie di spettacoli da vivo di Elvis all'International Hotel di Las Vegas. Il primo disco, oltre alla versione in studio del brano Viva Las Vegas come traccia d'apertura, contiene diverse registrazioni precedentemente pubblicate in altri album live di Presley, tra cui See See Rider, Polk Salad Annie, Walk a Mile in My Shoes (dall'album On Stage: February 1970), Bridge over Troubled Water e You've Lost That Loving Feeling (dall'album That's The Way It Is). Nel secondo disco è invece presentato un concerto di Presley precedentemente inedito del 21 agosto 1969.
Il 1º settembre 2007, l'album ha raggiunto la posizione numero 54 nella classifica statunitense Billboard 200.

## Tracce
CD 1
1. Viva Las Vegas (Mort Shuman, Doc Pomus) - 2:26
2. See See Rider (Traditional) - 2:35
3. The Wonder of You (Baker Knight) - 2:38
4. Polk Salad Annie (Tony Joe White) - 4:51
5. Release Me (Dub Williams, Robert Yount, Eddie Miller) - 3:03
6. Let It Be Me (Gilbert Bécaud, Mann Curtis, Pierre Delanoë) - 3:30
7. Proud Mary (John Fogerty) -
8. I Just Can't Help Believin' (Cynthia Weil, Barry Mann) -
9. Walk a Mile In My Shoes (Joe South) -
10. Bridge over Troubled Water (Paul Simon) -
11. Patch It Up (Eddie Rabbitt, Rory Bourke) -
12. I've Lost You (Alan Blaikley, Ken Howard) -
13. You Don't Have to Say You Love Me (Vicki Wickham, Simon Napier-Bell, Pino Donaggio, Vito Pallavicini) -
14. You've Lost That Lovin' Feelin' (Barry Mann, Cynthia Weil, Phil Spector) -
15. An American Trilogy (Traditional, arrang. Mickey Newbury) -
16. Never Been to Spain (Hoyt Axton) -
17. You Gave Me a Mountain (Marty Robbins) -
18. It's Over (Elvis Presley, Jimmie Rodgers) -
19. The Impossible Dream (The Quest) (Joe Darion, Mitch Leigh) - 2:26

CD 2 Live at The International Hotel Las Vegas, August 21 1969
1. Blue Suede Shoes (Carl Perkins) -
2. I Got a Woman (Ray Charles, Renald Richard) -
3. All Shook Up (Otis Blackwell, Elvis Presley) -
4. Love Me Tender (Vera Matson, Elvis Presley) -
5. Jailhouse Rock/Don't Be Cruel (Jerry Leiber & Mike Stoller, Otis Blackwell) -
6. Heartbreak Hotel (Mae Boren Axton, Thomas Durden, Elvis Presley) -
7. Hound Dog (Jerry Leiber & Mike Stoller) -
8. Memories (Billy Strange, Mac Davis) -
9. Mystery Train/Tiger Man (Junior Parker; Joe Hill Louis, Sam Phillips) -
10. Monologue (Lifestory)
11. Baby, What You Want Me to Do (Jimmy Reed) -
12. Runaway (Del Shannon, Max Crook) -
13. Are You Lonesome Tonight? (Roy Turk, Lou Handman) -
14. Yesterday/Hey Jude (Lennon-McCartney) -
15. Band Introductions
16. In the Ghetto (Mac Davis) -
17. Suspicious Minds (Mark James) -
18. What'd I Say (Ray Charles) -
19. Can't Help Falling In Love (Hugo Peretti, Luigi Creatore, George David Weiss) -